# Iconografia
L'iconografia, termine derivato dal greco εἰκών (eikón, immagine) e γραφία (graphia, scrivere), è un ramo della storia dell'arte che si occupa della descrizione e classificazione di quanto è raffigurato nelle opere d'arte. 
Nell'arte cristiano-orientale il vocabolo indica l'arte di dipingere icone secondo canoni prestabiliti. 
L'iconografia può riferirsi a personaggi o avvenimenti storici, così come a ricerche su specifici temi, come ad esempio quelli religiosi, che a partire dal XVI secolo hanno visto una fioritura notevole di studi e pubblicazioni. Uno dei padri nobili degli studi iconografici è stato Émile Mâle. 
Nell'ambito della ricerca storica, l'iconografia si occupa di quelle immagini che possono essere una fonte documentale utile alla ricostruzione di eventi storici specifici, usanze di determinate popolazioni, mezzi di locomozione terrestri e navali, mentre gli studi archeologici traggono dall'iconografia la documentazione relativa a dettagli architettonici, abbigliamento, monete, gioielli e oggetti di uso comune.
Nell'ambito della ricerca musicale l'iconografia serve a definire il contesto storico-culturale di un determinato compositore, a potenziare e completare le ricerche relative all'organologia, a comprendere la dimensione socioculturale della musica e l'uso degli strumenti musicali di determinati gruppi umani (innestandosi dunque con l'etnomusicologia e la storia sociale) o di particolari epoche storiche. 
A un uso pratico dell'iconografia si faceva ricorso nelle catacombe per richiamare qualche passo del Vangelo o per indicare il rango o lo stile di vita del defunto.